# MP4 플레이어

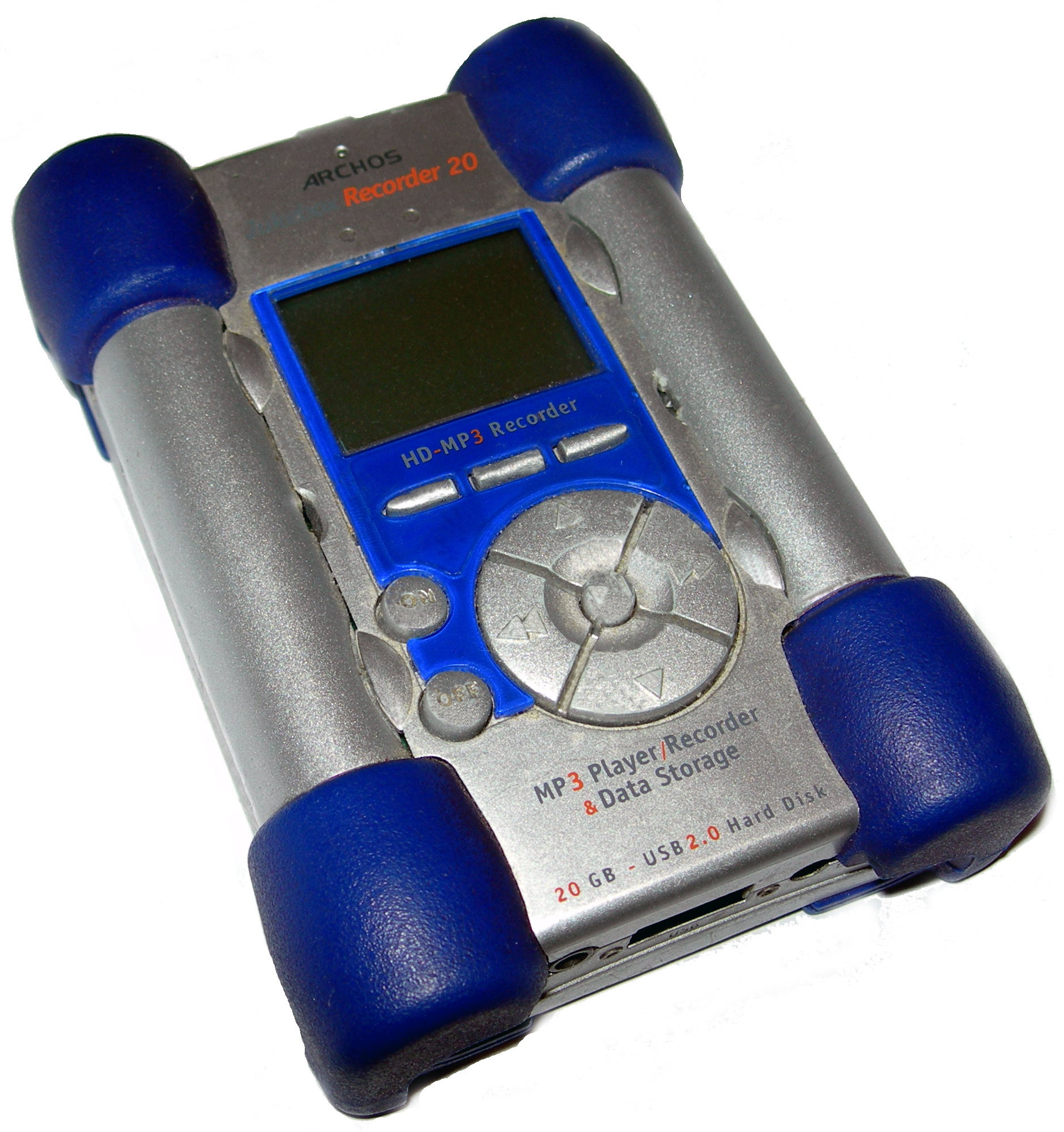
MP4 플레이어

MP4 플레이어로 알려진 대부분의 포터블 미디어 플레이어는 MP4 비디오 포맷을 지원하는 것처럼 가장한 제품이다. 그러나 실제로 이들은 MP4 포맷을 재생할 수 없으며, AMV, ATV (홍콩의 텔레비전 네트워크와 관계없음), SMV (시그마텔 비디오, 시그마텔 기술 기반의 플레이어에 사용됨)와 같이 저등급 특정 포맷만 재생이 가능하다. 참고로 일부 업체에 의해 MP3 플레이어(오디오) + 비디오 = MP4 플레이어라는 식의 개념처럼 특정 기능이 추가되면 MP5, MP6와 같은 이른바 MPx (x는 자연수) 광고를 하고 있다.

## 비디오 포맷

### 칩셋
푸저우 록칩 일렉트로닉의 비디오 프로세스를 하는 락칩은 많은 MP4 플레이어에 채택되고 있다. B 프레임이 없고 Xvid 코덱과 MP2 오디오 코덱의 AVI를 사용한다. 온다 VX979+ 같은 어떤 플레이어들은 리얼네트웍스의 RM, RMVB 포맷을 지원하는 인게닉 칩셋의 사용을 시작하기도 하였다.

### AMV
이 포맷의 이미지 압축 알고리즘은 전형적으로 128 × 96 픽셀에 12 fps, 비트레이트 손실이 많다.

### MTV
MTV 포맷 (케이블 TV와 관련 없음) 512 바이트의 그대로의 이미지 프레임을 MP3 오디오가 재생되는 동안 화면에 보여주게 하는 파일 헤더로 이루어져 있다. MTV 비디오의 재생은, 디스플레이의 메모리 포인터의 하드웨어가 다음 이미지를 비디오 스트림의 내에서 단순하게 조절하는 중에 오디오 프레임은 칩셋의 디코더를 통과한다. 이 메소드는 디코딩을 위해 부가적인 하드웨어를 필요로 하지 않는다. 그것은 압축이 없는 이래의 이미지를 적용하는데 메모리의 거대한 소비를 이끌 것이다. 이런 이유로 인해, 플레이어의 기억 장치 용량은 플레이어가 서둘러 압축을 푸는 것에 비해 효과적으로 적다.

## 기타
어떤 MP4 플레이어에는 FM 트랜스미터를 포함한다.

## 같이 보기
- 포터블 미디어 플레이어
- S1 MP3 플레이어